# Leopoldo, Conde de Siracusa
Leopoldo de Bourbon-Duas Sicílias, Conde de Siracusa (em italiano:  Leopoldo Beniamino Giuseppe di Borbone-Due Sicilie; Palermo, 22 de maio de 1813 – Pisa, 4 de dezembro de 1860), foi Príncipe das Duas Sicílias, Conde de Siracusa, Vice-Almirante da Marinha Real das Duas Sicílias e Vice-Rei da Sicília. O quinto filho do rei Francisco I e de sua segunda esposa, a infanta Maria Isabel da Espanha.

## Biografia

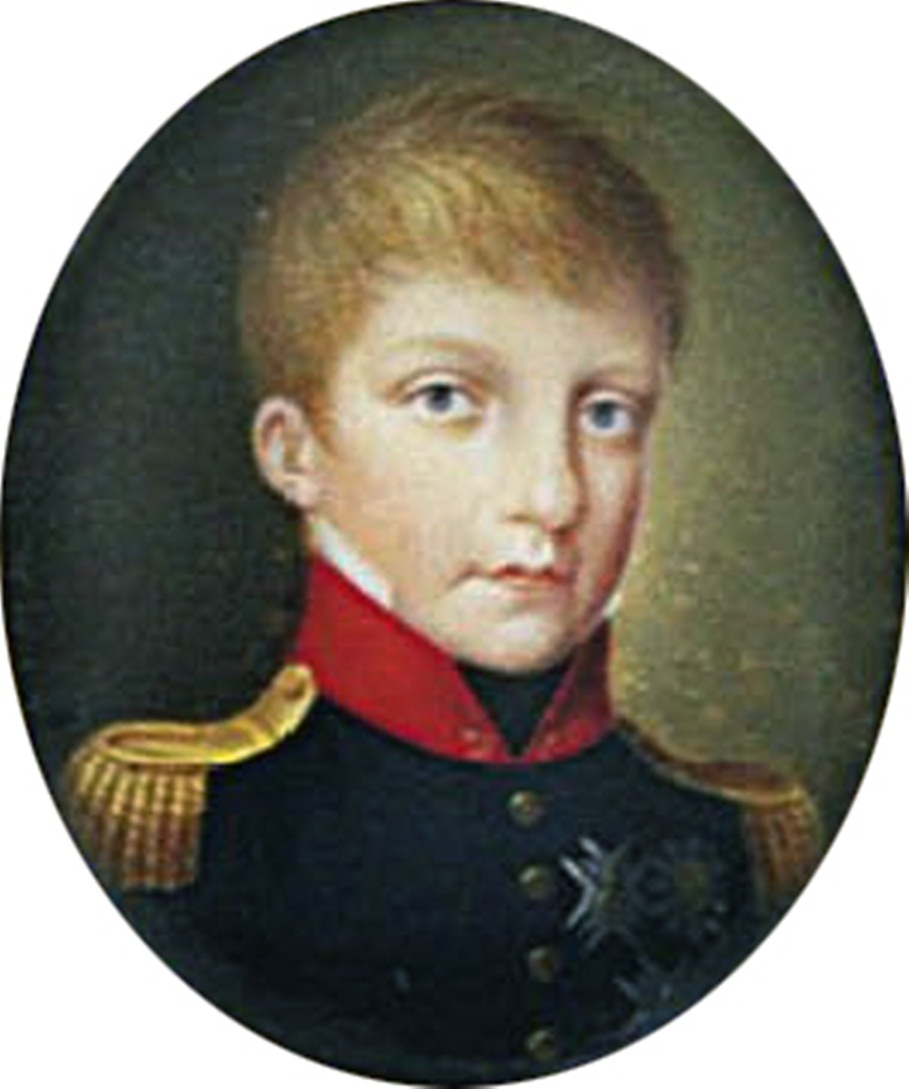
Retrato de Leopoldo c.1825

Leopoldo foi o quinto filho de Francisco, Duque da Calábria (depois Francisco I das Duas Sicílias) e sua segunda esposa, a infanta Maria Isabel da Espanha. Com a criação do Reino das Duas Sicílias, em 1816, Leopoldo, então com três anos de idade, recebeu o título de Conde de Siracusa.
Com a morte de seu pai, em novembro 1830, seu irmão mais velho tornou-se rei, como Fernando II,  e nomeou-o seu lugar-tenente na Sicília. Como governador em Palermo, ele comandou importantes reformas, conquistando a confiança e a estima dos liberais. Nunca se soube os reais motivos que levaram Fernando II a convocar repentinamente Leopoldo de volta à corte, em 1835, mas é certo que até Metternich havia ouvido rumores sobre as intrigas envolvendo os liberais sicilianos com a França e a Inglaterra para tornar o príncipe, senão um rei constitucional, ao menos um vice-rei com amplos poderes. Temendo sua popularidade e o desejo separatista da Sicília, o rei teria decidido destituir o irmão do posto que ocupava e enviá-lo em viagem ao exterior.
Essas questões teriam sido consideradas quando aventou-se a possibilidade do casamento de Leopoldo com sua prima, a princesa Maria Cristina de Orléans, filha do rei Luís Filipe I de França. O rei francês aprovava a união, tendo escrito ao príncipe de Cassaro, presidente do conselho de ministros napolitano que desejava "ir até a Sicília e lá dar o reino à sua segunda filha, como fizera na Bélgica". Fernando II opôs-se firmemente ao casamento e sua relação com Leopoldo terminou por desgastar-se. Então, foram retomadas as negociações de casamento com a princesa Maria Vitória de Saboia, irmã do príncipe de Carignano.
Leopoldo e Maria Vitória casaram-se em Nápoles, em 16 de junho de 1837, mas a união não foi feliz. Conservadora, religiosa ao extremo e habituada ao rigor da corte de Turim, a princesa não compreendia o marido e se escandalizava com seu ateísmo, seu inconformismo e sua vida dissipada. O casal teve apenas uma filha, Maria Isabel, que morreu menos de um ano depois de seu nascimento, em 1838. A partir de então, o casal passou a viver separadamente e Maria Vitória levava uma vida de quase reclusão no Palácio de Chiaia.
Com Maria Vitória de Saboia:
- Maria Isabel Bourbon-Duas Sicílias (23 de março de 1838 - 24 de março de 1838)

Definido por Benedetto Croce como um "defensor constante da liberdade", Leopoldo encabeçou, antes mesmo das revoluções de 1848, uma oposição interna ao reacionarismo bourbônico. Apesar de suas divergências políticas, o príncipe era apontado como o irmão preferido de Fernando II. Entretanto, a reconciliação definitiva entre eles só ocorreu por volta de 1857, após a tentativa de regicídio por Agesilao Milano e as provas de afeto do rei durante a enfermidade sofrida pelo príncipe.
Após a morte de Fernando II, em maio de 1859, Leopoldo passou a defender o estreitamento dos laços com o Reino da Sardenha. A despeito do relacionamento frio com seu sobrinho, o rei Francisco II, e da baixa impressão sobre seu início de reinado, o príncipe incentivou-o a fazer concessões liberais e estabelecer uma aliança militar com os Saboia.  Finda qualquer possibilidade de entendimento com o Piemonte e frente ao avanço das tropas de Garibaldi, Leopoldo enviou duas cartas ao sobrinho, exortando-o a abandonar dignamente a coroa e evitar mais derramamento desnecessário de sangue. Em 31 de agosto, embarcou no navio sardo Costituzione, com destino a Gênova e depois Turim. Após uma breve estadia em Paris, Leopoldo estabeleceu-se em Pisa, morrendo pouco depois,  em 4 de dezembro de 1860.

## Títulos e honrarias

### Títulos e estilos
- 22 de maio de 1813 – 12 de dezembro de 1816: Sua Alteza Real, o Príncipe Leopoldo de Nápoles e Sícilia
- 12 de dezembro de 1816 - 4 de dezembro de 1860: Sua Alteza Real, o Conde de Siracusa

### Honrarias
Cavaleiro da Ilustre e Real Ordem de São Januário
 Cavaleiro da Ilustre e Real Ordem de São Fernando e do Mérito
 Cavaleiro da Ordem do Tosão de Ouro
 Cavaleiro da Ordem do Espírito Santo
 Grã-cruz da Ordem de Carlos III
 Cavaleiro da Ordem Suprema da Santíssima Anunciação
 Cavaleiro da Ordem da Águia Negra
Cavaleiro da Ordem do Rei de França